# Frederic, Prinț de Hohenzollern
Frederic, Prinț de Hohenzollern (germană Friedrich Viktor Pius Alexander Leopold Karl Theodor Ferdinand Fürst von Hohenzollern; n. 30 august 1891, Heiligendamm⁠(d), Republica Democrată Germană, Germania – d. 6 februarie 1965, Krauchenwies, Republica Federală Germania, Germania) a fost fiul cel mare al lui Wilhelm, Prinț de Hohenzollern și a soției acestuia, Prințesa Maria Teresa de Bourbon-Două Sicilii. A avut un frate geamăn, Franz Joseph, Prinț de Hohenzollern-Emden, care s-a născut la câteva minute după el.
Principele Frederic de Hohenzollern a fost înălțat la 10 mai 1941 la gradul de general de divizie al Armatei Române și numit „Cap al Batalionului 3 Vânători de Munte”.
În 1948, curând după detronarea regelui Mihai I al României, linia de succesiune a fost discutată în cursul unei întâlniri între Mihai, unchiul său, Prințul Nicolae al României și Prințul Frederic. La scurt timp după această întâlnire, purtătorul de cuvânt al regelui Carol al II-lea, într-un interviu în ziarul francez Le Figaro, a exprimat sprijinul său puternic pentru Prințul Frederic, în plus, afirmând că Mihai nu va recâștiga tronul.